# Izumo (Schiff, 1900)
Die Izumo (japanisch 出雲) war ein Panzerkreuzer der japanischen Marine. Benannt war das Schiff nach der historischen Provinz Izumo, die im Gebiet der heutigen Präfektur Shimane lag.
Das Schiff wurde 1897 bis 1900 bei der Sir W.G. Armstrong-Whitworth & Co., Ltd. in Elswick bei Newcastle upon Tyne nach einem Entwurf des Ingenieurs Sir Philip Watts gebaut. Sie war eine leicht verbesserte Version des Panzerkreuzers Asama.

## Geschichte

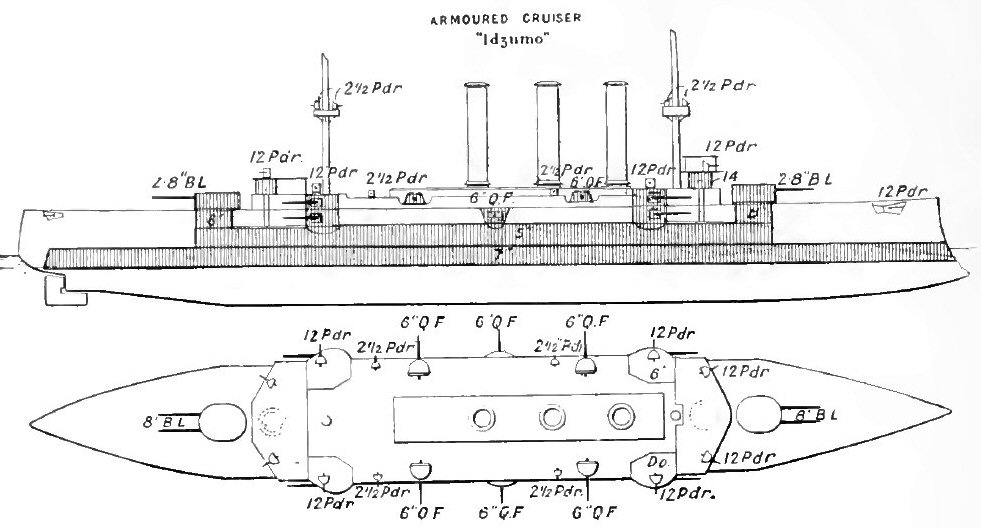
Plan der Izumo in Brassey’s 1902

Die Izumo war einer von sechs Panzerkreuzern, die nach dem Ersten Japanisch-Chinesischen Krieg als Teil des „Sechs-Sechs-Programms“ (sechs Linienschiffe – sechs Kreuzer) bei ausländischen Werften als Kern der japanischen Marine bestellt wurden. Fast alle Aufträge gingen nach Großbritannien, aber aus politischen und diplomatischen Gründen wurde die Yakumo in Deutschland bestellt und ihr Beinah-Schwesterschiff Azuma in Frankreich.
Der Grundentwurf war für alle sechs Kreuzer des Programms gleich. Sie sollten 20,3-cm-Armstrong-Geschütze als Hauptbewaffnung erhalten und eine Geschwindigkeit von 20 bis 21 Knoten erreichen. Die Werften waren relativ frei in der Detailausführung. Die Izumo war das erste Schiff des zweiten bei Armstrong bestellten Paares. Sie unterschied sich von der vorangehenden Asama und derer Schwester Tokiwa in einigen Details. Äußerlich bestand ein erheblicher Unterschied durch die drei Schornsteine gegenüber den zweien des ersten Paares.

### Russisch-Japanischer Krieg

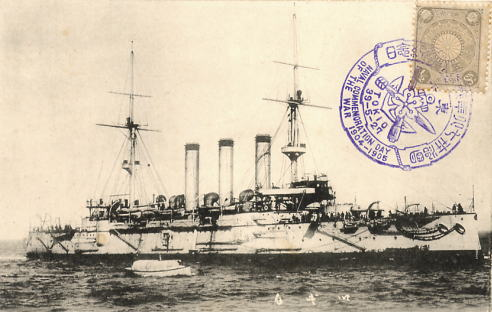
Panzerkreuzer Izumo (1905)

Während des Russisch-Japanischen Kriegs wurde die Izumo mit dem Schwesterschiff Iwate und den Panzerkreuzern Azuma, Yakumo und Tokiwa als 2. Division der Vereinigten japanischen Flotte anfangs gegen Port Arthur zusammen mit der 1. Division, die aus sechs Linienschiffen bestand, eingesetzt. Nachdem das russische Geschwader in Port Arthur weitgehend inaktiv geblieben war und die in Wladiwostok stationierten Kreuzer bis Korea vorstießen, marschierte das 2. Geschwader unter seinem Befehlshaber Kamimura nach Norden und beschoss mit Izumo, Azuma, Asama, Yakumo und Iwate am 6. März erfolglos Wladiwostok, unterstützt von den dort stationierten Kreuzern Kasagi und Yoshino.
Nach Erfolgen der russischen Kreuzer aus Wladiwostok wurde die Zweite Flotte Kamimuras dauerhaft in der Koreastraße mit der Izumo als Flaggschiff, den Panzerkreuzern Azuma, Tokiwa, Iwate und den beiden Geschützten Kreuzern Naniwa und Takachiho stationiert, um das Japanische Meer zu sichern, weitere Erfolge der russischen Kreuzer zu verhindern und ein etwa aus Port Arthur ausbrechendes Schiff zu stoppen. Am 14. August 1904 kam es zum Seegefecht bei Ulsan, nachdem in der Nacht beide Verbände unerkannt aneinander vorbeigelaufen waren und sich auf dem Rückmarsch in ihre Basen befanden. Die sechs japanischen Kreuzer besiegten das russische Kreuzergeschwader unter Konteradmiral Karl Jessen, versenkten die veraltete Rurik und beschädigten die Panzerkreuzer Rossija und Gromoboi erheblich. Auch die vier japanischen Panzerkreuzer erhielten Treffer. Izumo wurde in diesem Gefecht zwanzigmal getroffen und hatte zwei Tote zu beklagen. Die Iwate wurde am stärksten beschädigt durch einen Treffer in der Kasematte N°1, der nicht nur dieses Geschütz außer Gefecht setzte, da die Bereitschaftsmunition explodierte. 31 Mann der Besatzung waren sofort tot, viele der Verletzten überlebten nicht. Die erheblichen Schäden an den entkommenen russischen Kreuzern und die eingeschränkten Reparaturmöglichkeiten in Wladiwostok setzten das Kreuzergeschwader bis zum Kriegsende praktisch außer Gefecht.
Nach der Auffüllung der verbrauchten Munitions- und Treibstoffvorräte ging die Izumo mit Tokiwa und Azuma wieder in See. Die Izumo verlegte im Dezember nach Sasebo, um notwendige Reparaturen durchzuführen. Ab Februar 1905 sicherte sie dann Truppentransporte nach Korea. Die Iwate erhielt anfangs nur eine Blechverkleidung über ihren schweren Treffer, um sich am Wachdienst zu beteiligen, bevor das Flottenkommando Ende August entschied, dass sie entlassen und gründlich repariert werden könne. Wie bei den anderen Panzerkreuzern auch wurden die Gefechtsmarse an den Masten entfernt, die 4,7-cm-Geschütze auf vier reduziert und dafür einige 7,6-cm-Geschütze installiert. Vom 9. Februar bis zum 1. April versah sie den Wachdienst vor Wladiwostok und konnte dabei einen deutschen Dampfer abfangen.
Auch in der entscheidenden Seeschlacht bei Tsushima am 26. Mai 1905 war die Izumo als Kamimuras Flaggschiff beteiligt. Sie erlitt neun schwerere Treffer und hatte 34 Tote zu beklagen. Das Schwesterschiff Iwate diente dem 2. Admiral Shimamura Hayao als Flaggschiff und erhielt 17 Treffer, darunter mindestens zwei vom Kaliber 30,5 cm. Ein Schornstein und ein Mast brach und sie nahm erheblich Wasser. Unmittelbare Tote hatte sie nicht, einer der vielen verletzten Matrosen starb allerdings später. Beide Kreuzer blieben an der Koreastraße und sicherten Truppentransporte zum asiatischen Festland und den Rücktransport von Verwundeten. Nach dem Kriegsende lief die Iwate unter Konteradmiral Shimamura mit der Niitaka und zwei Zerstörern zum ersten Treffen mit der russischen Marine über die praktische Umsetzung der Friedensvereinbarungen nach Korea, an dem die russische Seite durch Konteradmiral Karl Jessen mit dem Panzerkreuzer Rossija, der Bogatyr und ebenfalls zwei Zerstörern vertreten war.
Am 20. September 1909 verließ die Izumo Sasebo, um in den USA vom 19. bis 23. Oktober an den Feierlichkeiten zur Gründung San Franciscos vor 140 Jahren teilzunehmen. Bei dieser Reise lief sie auch Hawaii, Monterrey, Santa Barbara und San Diego an. Deutsche Teilnehmerin des Festaktes, an dem 16 weitere Kriegsschiffe teilnahmen, war die vom Ostasiengeschwader entsandte Arcona. Die Feier sollte den erfolgreichen Wiederaufbau der Stadt nach dem schweren Erdbeben von 1906 zeigen. Ab dem 25. Dezember 1913 arbeitete die Izumo mit dem deutschen Kreuzer Nürnberg an der mexikanischen Westküste während der dortigen Revolution zusammen. Sie war dort bis zum Ausbruch des Weltkrieges stationiert.

### Erster Weltkrieg

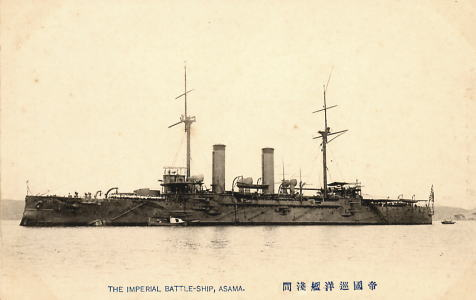
Panzerkreuzer Asama (1900)

Im Ersten Weltkrieg wurde der Panzerkreuzer Izumo ab November 1914 mit dem Panzerkreuzer Asama und dem ehemals russischen Linienschiff Hizen, die vom 17. Oktober bis 8. November den alten deutschen Kreuzer Geier in Honolulu bis zu seiner Internierung durch die US-Amerikaner blockiert hatten, dem neugebildeten Geschwader des britischen Vizeadmirals Patey zugeteilt, das dem deutschen Kreuzergeschwader den Weg nach Norden in kanadische Gewässer versperren und den Panamakanal schützen sollte. Zu diesem Geschwader gehörten noch der Schlachtkreuzer Australia und der Kreuzer Newcastle. Vom 4. bis 6. Dezember durchsuchte der Verband die Galapagosinseln. Danach sollte die Überprüfung des südamerikanischen Küstenbereichs von den Perleninseln vor Panama bis zum Golf von Guayaquil folgen. Das deutsche Geschwader war allerdings auf dem Weg in den Atlantik um das Kap Hoorn und wurde am 8. Dezember bei den Falklandinseln vernichtet. Dies erfuhr Pateys Geschwader am 10. Dezember im Golf von Panama und wurde daraufhin aufgelöst.

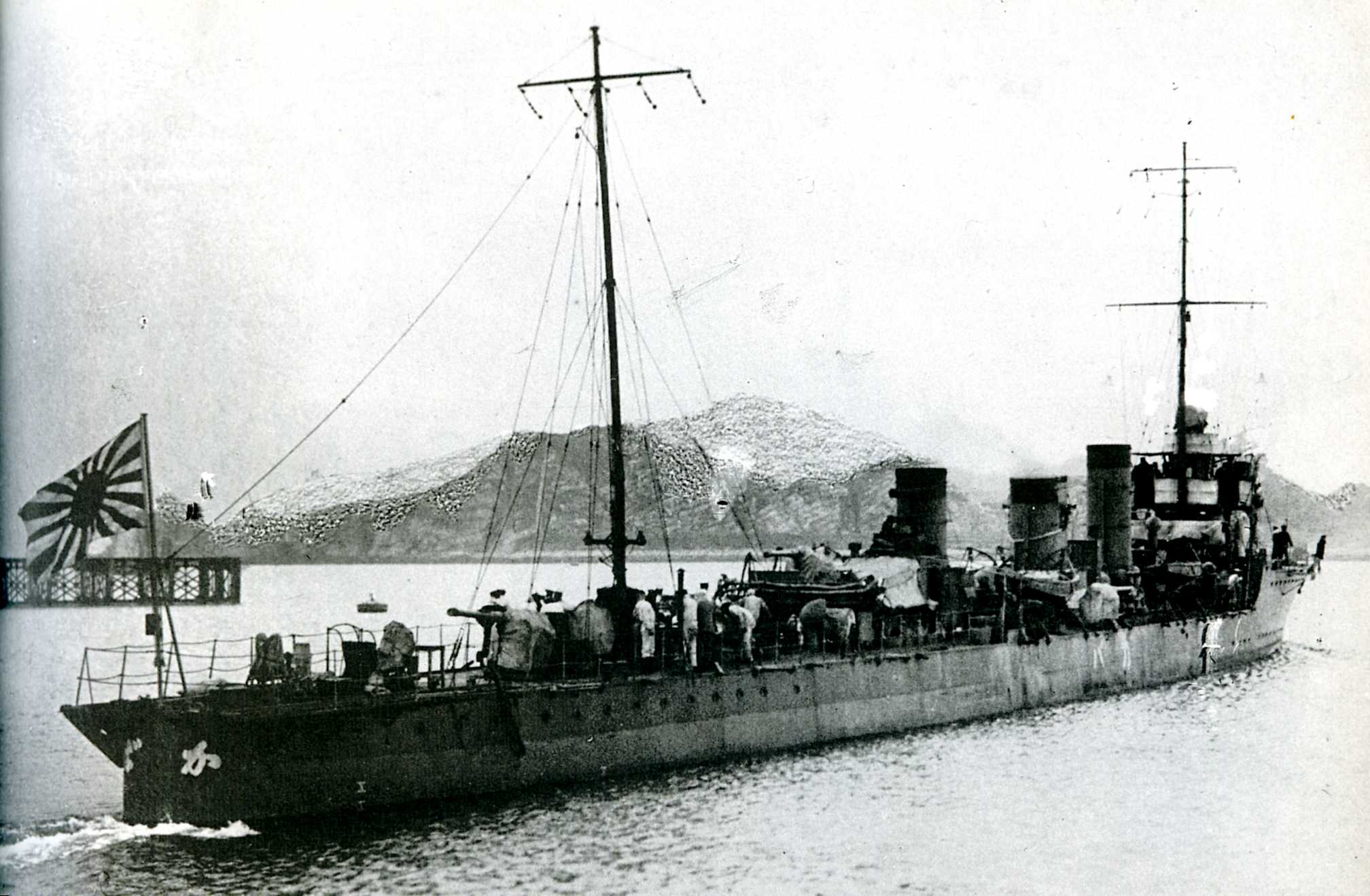
Zerstörer Kaba

Ab Juni 1917 wurde der Kreuzer Izumo im Mittelmeer eingesetzt, wo er den Kreuzer Akashi als Führungsschiff für die inzwischen zwölf japanischen Zerstörer mit Basis in Malta ablöste, die dort innerhalb des Anglo-Japanischen Militärbündnisses Geleitschutz und andere Aufgaben versahen. Zu den vorhandenen acht Zerstörern der Kaba-Klasse war die Izumo mit der 15. Zerstörerflottille, die aus den vier Zerstörern der Momo-Klasse bestand, ins Mittelmeer marschiert. Im Dezember 1918 lief die Izumo mit den Zerstörern Hinoki und Yanagi von Malta nach Scapa Flow zur Bewachung der internierten deutschen Hochseeflotte und um die Überführung von sieben deutschen U-Booten nach Japan vorzubereiten. Im März 1919 trafen die drei Kriegsschiffe mit den sieben U-Booten wieder in Malta ein. Während acht Zerstörer mit dem Kreuzer Nisshin und den U-Booten weiter nach Japan gingen, besuchte die Izumo vom 5. bis 15. Mai noch Neapel, Genua und Marseille. Am 2. Juli 1919 traf auch sie mit den restlichen Zerstörern wieder in Yokosuka ein.
Die ausgelieferten U-Boote waren:

| Boot   | Typ    | Verdrängung   | japanische Kennung |
| ------ | ------ | ------------- | ------------------ |
| U 125  | UE2    | 1164 / 1512 t | bis 1921 als O1    |
| U 46   | U Ms   | 725 / 940 t   | bis 1921 als O2    |
| U 55   | U Ms   | 715 / 902 t   | bis 1921 als O3    |
| UC 90  | UC III | 474 / 560 t   | bis 1921 als O4    |
| UC 99  | UC III | 474 / 560 t   | bis 1921 als O5    |
| UB 125 | UB III | 516 / 651 t   | bis 1921 als O6    |
| UB 143 | UB III | 516 / 651 t   | bis 1921 als O7    |

### Schulschiff
1921 wurde sie zum Küstenschutzschiff 1. Klasse herabgestuft. Im Rahmen des Washingtoner Flottenvertrages wurde die Izumo zum Schulschiff abgerüstet. Dabei wurde auch die bisherige Kesselanlage gegen sechs Kessel vom Typ Kampon ausgetauscht. Dadurch sank die Maschinenleistung auf 7.000 PSi und die Geschwindigkeit auf 16 Knoten, was für den Einsatz als Schulschiff ausreichte. Zahlreiche Ausbildungsfahrten zwischen 1921 und 1930 führten sie bis in den Indischen Ozean und nach Südamerika.
Während der japanischen Invasion Chinas, mit der der Zweite Japanisch-Chinesische Krieg begann, war die Izumo Flaggschiff der Dritten Flotte. In der Schlacht um Shanghai versenkte sie ein chinesisches Torpedoboot, und am 14. August 1937 schoss ihr Nakajima-90-Wasserflugzeug, mit dem sie 1934 ausgerüstet worden war, bei der Abwehr eines Luftangriffs ein chinesisches Flugzeug ab.
Nachdem mit dem japanischen Angriff auf Pearl Harbor der Zweite Weltkrieg auch im pazifischen Raum ausgebrochen war, eröffnete die Izumo am frühen Morgen des 8. Dezember 1941, im Hafen von Shanghai liegend, das Feuer auf das amerikanische Flusskanonenboot Wake und das britische Flusskanonenboot Peterel, die vom Ausbruch der Feindseligkeiten überrascht wurden. Die 310 tn.l. große Peterel, die mit einer Rumpfbesatzung nur noch als Nachrichtenübermittler diente, wurde als erstes Schiff der Royal Navy durch die Japaner versenkt, da die Besatzung eine Übergabe verweigerte. Die Wake kapitulierte als einziges Schiff der United States Navy im Zweiten Weltkrieg.
Danach wurde die Izumo mit Flugabwehrgeschützen ausgerüstet und am 1. Juli 1942 erneut als Kreuzer 1. Klasse klassifiziert. Ende 1943 kehrte sie nach Japan zurück und wurde zu einem Ausbildungsschiff für den Marinedistrikt Kure umklassifiziert. Es diente im weiteren Verlauf des Krieges ausschließlich als Schulschiff und nur in den heimatlichen Gewässern der Seto-Inlandsee.

## Verbleib
Am 19. März 1945 wurde die Izumo vor Etajima von US-amerikanischen Trägerflugzeugen angegriffen, aber nicht beschädigt. Kurz darauf wurden ihre 20,3-cm-Geschütze durch vier 12,7-cm-Flugabwehrkanonen Typ 89 in zwei Zwillingslafetten ersetzt und vier der verbliebenen 15,2-cm-Geschütze wurden entfernt. Ihre leichte Flugabwehrbewaffnung wurde durch 14 2,5-cm-Maschinenkanonen Typ 96 auf zwei Dreifach-, zwei Zwillings- und vier Einzellafetten sowie zwei 13,2-mm-Maschinengewehren auf Einzellafetten erheblich verstärkt. Am 9. April wurde das Schiff vor Hiroshima durch eine amerikanische Mine beschädigt. Am ersten Tag des Luftangriffs US-amerikanischer Trägerflugzeuge der Task Force 38 auf Kure  am 24. Juli 1945 wurde Izumo nicht angegriffen, aber vier Tage später wurde sie dreimal knapp verfehlt. Die Schockwelle der Detonationen sprengte die Nähte des Schiffes und die daraus resultierende Überflutung brachte es zum Kentern. Das Wrack wurde 1947 von der Harima Dock Company gehoben und verschrottet.

## SchwesterschiffIwate
Ebenfalls 1897 bestellt, lief die Iwate am 29. März 1900 vom Stapel und wurde am 18. März 1901 in Dienst gestellt. Die Iwate nahm am Russisch-Japanischen Krieg, dem Ersten und dem Zweiten Weltkrieg teil. Im Ersten Weltkrieg diente die Iwate anfangs in der 2. Flotte vor Tsingtau und dann mit der ersten japanischen Staffel durch die Südsee bis nach Fidschi, dann in die australischen Gewässer und in den Indischen Ozean, wo sie zur Geleitzugsicherung zwischen Singapur und dem Sueskanal als japanischer Beitrag im Rahmen der Anglo-Japanische Allianz eingesetzt wurde. Schon im Weltkrieg diente sie ab 1916 bis 1939 als Schulschiff für Langstreckennavigation und die Offizierausbildung. Die Iwate führte mit ihrem Schwesterschiff Izumo und der Asama vom Juni 1922 bis zum Februar 1923 die Ausbildungsreise für den 50. Offizierskurses durch. Die Schiffe liefen über Honolulu, Los Angeles, den Panamakanal nach Rio de Janeiro, wo das hundertjährige Jubiläum der Unabhängigkeit Brasiliens gefeiert wurde. Über Buenos Aires, Kapstadt, Durban, Colombo, Singapur und Hongkong wurde die Erde umrundet. Bei einem US-amerikanischen Luftangriff auf Kure wurde sie dort am 26. Juli 1945 versenkt.